# Sigillo
Sigillo är en ort och kommun i provinsen Perugia i regionen Umbrien i Italien. Kommunen hade 2 366 invånare (2018).